# Parque do Primeiro de Maio
Localizado na Região Norte de Belo Horizonte, possui 33.770 m² de área totalmente cercada. Sua criação se deu em 2008 através do Programa Drenurbs (Programa de Recuperação Ambiental de Belo Horizonte).

## História
Implantado no ano de 2008, foi o primeiro córrego revitalizado pelo Programa Nascentes, da Prefeitura de Belo Horizonte, e integra uma área verde transformada em parque. O parque é a concretização de um antigo anseio da população local quanto à criação de um espaço de lazer no bairro. Anteriormente o local era um terreno baldio, com esgoto a céu aberto, que deu lugar a este espaço de lazer e preservação ambiental.

## Descrição

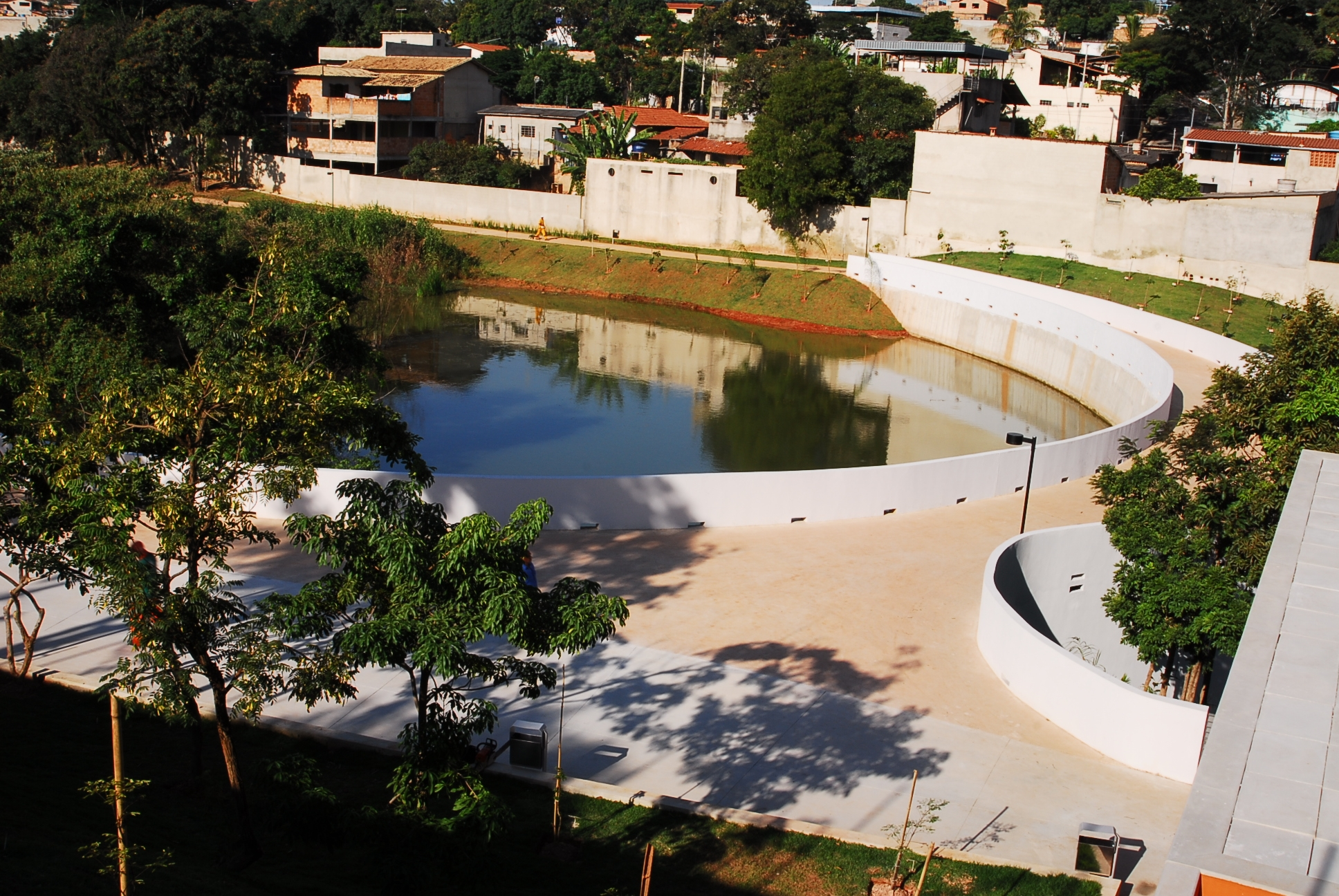
Vista da represa de contenção, próxima à portaria do parque

Sua feição mais marcante é a represa de contenção de inundações e o lago por ela gerado, próximos a portaria do parque. Como equipamentos, ele possui pista de caminhada, quadra poliesportiva, mesa de jogos, brinquedos infantis, equipamentos de ginástica, sala multiuso e sanitários públicos.
A área verde do parque recebeu uma complementação de 650 mudas do programa "Uma Vida, Uma Árvore", lançado em janeiro de 2008 pela Prefeitura de Belo Horiozonte, que prevê o plantio de uma muda para cada criança registrada na capital.
A altimetria do parque varia entre 805 a 785 metros, sendo a porção sudoeste a área a parte mais baixa do parque.
Os levantamentos científicos sobre os recursos hídricos existentes, como também da fauna e flora existentes no local estão em fase de elaboração.